# 沈湾站
沈湾站位于中华人民共和国安徽省合肥市包河区（滨湖新区）云谷路与包河大道交叉口地下，是合肥轨道交通5号线的地铁车站。

## 车站结构
沈湾站位于包河大道与云谷路交叉口，沿云谷路东西向布置，车站为地下两层单柱双跨岛式车站，站台宽度12m。